# Provincia de Goiás
La provincia de Goiás (en portugués: província de Goiás) fue una unidad administrativa y territorial del Imperio del Brasil desde 1821, creada a partir de la Capitanía de Goiás. Luego de la proclamación de la República el 15 de noviembre de 1889 pasó a convertirse en el actual estado de Goiás.